# Брюнуа (кантон)
Брюнуа́ (фр. Brunoy) — кантон у Франції, в департаменті Ессонн регіону Іль-де-Франс.

## Склад кантону
Кантон включає в себе 1 муніципалітет:
| Муніципалітет | Площа | Населення, осіб | Рік  |
| ------------- | ----- | --------------- | ---- |
| Брюнуа        | 6,62  | 25981           | 2007 |

## Консули кантону
| Період    | Консул           | Посада                               |
| --------- | ---------------- | ------------------------------------ |
| 1985—2001 | Laurent Béteille | Мер муніципалітету Брюнуа            |
| 2001—2008 | Michel Dumont    | Заступник мера муніципалітету Брюнуа |
| 2008—2014 | Édouard Fournier | Члена ради муніципалітету Брюнуа     |

| Франція | Це незавершена стаття з географії Франції. Ви можете допомогти проєкту, виправивши або дописавши її. |